# Петър Каратрупкос
Петър (на гръцки: Πέτρος, Петрос) е гръцки духовник, замбийски епископ на Александрийската патриаршия от 2001 до 2003 година.

## Биография
Роден е като Петрос Каратрупкос (Πέτρος Καρατρούπκος) в 1929 година в южномакедонския град Негуш (Науса), Гърция. Ръкоположен е за дякон през 1953 година. Служи като архидякон в Янинската митрополия при митрополит Серафим. В 1960 година е ръкоположен за йеромонах. В 1966 година завършва Богословския факултет на Солунския университет. Като йеромонах служи в Берската митрополия - в родния си Негуш, в Американската архиепископия и 25 години в Торонтската митрополия на Вселенската патриаршия.
Влиза в клира на Александрийската патриаршия и служи като протосингел на Картагенската епархия със седалище в Алжир.
На 22 февруари 2001 година Светият синод на Александрийската патриаршия единодушно го избира за епископ на новооснованата Замбийска епархия. Ръкоположен е на 25 февруари от патриарх Петър VII Александрийски.
На 14 март 2003 година подава оставка поради лошо здраве и излиза в покой с титлата никополски епископ. Служи в александрийската църква в Атина.
Последните две годии от живота си прекарва в Негуш, където умира на 31 януари 2012 година. Погребан е в Негуш на 1 февруари, като на погребението му присъства наследникът му на замбийската катедра Йоаким.